# Chloe Hooper
Chloe Melisande Hooper (nacida el 26 de octubre de 1973) es una autora australiana.
Su primera novela, A Child's Book of True Crime (2002), era preseleccionado para el Premio Orange de Literatura y fue Libro Notable del New York Times. En 2005, regresó a realizar reportajes y al año siguiente ganó un Walkley Award por su escritura en el caso de 2004 Palm Island muerte en custodia. The Tall Man: Death and Life on Palm Island (2008) es una cuenta no ficticia sobre ese mismo caso. 

## Libros
- A Child's Book of True Crime (2002)
- The Tall Man: Death and Life on Palm Island (2008) (lanzado como The Tall Man: The Death of Doomadgee en los EE. UU.)[1]
- The Engagement (2012)

## Premios
- 2002 Premio Orange. Preseleccionado por (A Child's Book of True Crime)[2]
- 2006 Walkley Award. Ganó por sus artículos en The Monthly sobre la muerte en custodia de Cameron Doomadgee en Palm Island.
- 2008 Wstern Australian Premier's Book Awards, ganador de premio global, y en categoría de no-ficción, por Tall Man
- 2009 New South Wales Premier's Literary Awards. Ganó el Douglas Stewart Prize por no-ficción con Tall Man
- 2009 Victorian Premier's Literary Award Nettier Palmer Prize for Non-fiction por Tall Man
- 2009 Indie Books Awards. Preseleccionado por Tall Man[3]

## Sitios web
- The Tall Man: Death and Life on Palm Island
- Items by Chloe Hooper in The Monthly
- Chloe Hooper discusses her book 'The Tall Man' at the Sydney Writers Festival video on ABC Fora
- Potter, Emily (2004). «Disorienting Horizons: Encountering the Past in Chloe Hooper's A Child's Book of True Crime». JASAL 3: 95-102. ISSN 1447-8986.

- Datos: Q5102869
- Multimedia: Chloe Hooper / Q5102869